# Cuddrireddra

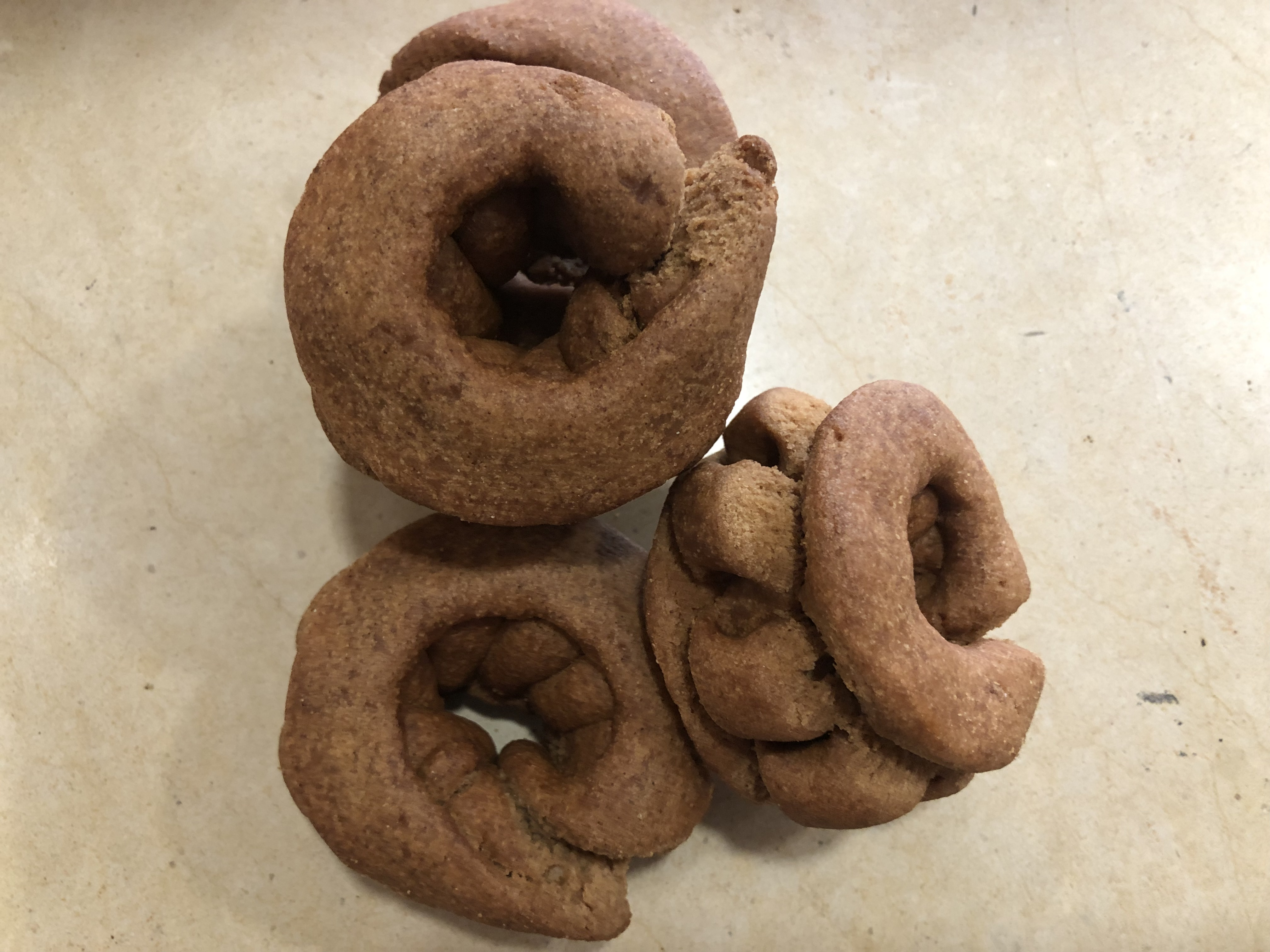
Cuddrireddra di Delia

La cuḍḍireḍḍa o cuḍḍureḍḍa (esistono altre varianti non standard del nesso consonantico -ḍḍ-, tra le quali -dd-, -ddr-, -ddh-) è un dolce tipico siciliano, prodotto quasi esclusivamente a Delia, comune in provincia di Caltanissetta, in particolare durante il periodo di Carnevale. Sono fatte con farina, zucchero, uova, strutto e cannella, spezia che dona loro il caratteristico sapore. Il tutto viene fritto in abbondante olio.
Il loro nome deriva dalla tipica a forma a coroncina, che viene loro conferita attraverso l'operazione della rullatura; la tradizione sostiene che la forma sarebbe un omaggio alle castellane che alla fine del XIII secolo d.C. abitavano il castello che si trova poco fuori dal centro abitato di Delia.
Si tratta di prodotti tipici siciliani e come tali rientrano nell'elenco dei prodotti agroalimentari tradizionali (PAT) stilato dal ministero delle politiche agricole e forestali.